# 부인사
부인사는 대구광역시 팔공산에 위치한 사찰로 동화사(桐華寺)의 말사이다. 한자 표기는 夫人寺 또는 符仁寺로 한다.
신라 선덕여왕과의 인연이 깊은 사찰이고, 초조대장경의 소장처였다.

## 선덕여왕
선덕여왕의 추모사찰이다. 부인사 연기설화(緣起說話)에 의하면 선덕여왕이 황룡사 9층 목탑을 건립하고, 이듬해에 부인사를 창건했다고 한다.
예전부터 선덕묘(善德廟)라는 사당이 있어, 선덕여왕이 창건했다는 쪽에 무게가 실리고 있다.
임진왜란으로 불에 탔던 것을 선덕여왕숭모전(善德女王崇慕殿)으로 1930년대 초에 중건하였다.
- 숭모재 : 현재 부인사에는 신라 선덕여왕의 어진을 모시고, 매년 음력 3월 보름에 신무동 주민과 사찰측 및 경주 김씨 종중에서 선덕여왕 숭모제를 지내고 있다.[4]

## 초조대장경
고려시대에 요나라(거란)의 침입을 부처의 힘으로 격퇴하기 위하여 도감(都監)을 설치하였다. 고려 현종이 시작하여, 고려 선종에 이르러 초조대장경이 완성되었다.
하지만 몽골의 침입으로 부인사와 초조대장경 모두 불타버렸다. 다시 제작한 재조대장경(팔만대장경)은 현재 해인사에 보관되어 있다.

## 승시
국내 유일의 승시(僧市)가 부인사에서 열렸었다.
신라와 고려시대에는 80여 동의 건물과 39개 암자를 거느리고 약 2,000명 승려가 수도하는 대사찰이었기 때문이다.
현재는 인근 동화사에서 매년 승시축제가 열린다.

## 연혁
창건 관련 내용은 부인사 연기설화(緣起說話)를 따르기로 한다.

### 삼국시대
- 646년(신라 선덕여왕 15년) : 선덕여왕이 창건하였다.

### 고려 시대
- 1013년(현종 4년) : 초조대장경의 제작이 시작되었다.
- 1087년(선종 4년) : 초조대장경이 완성되어, 부인사에 소장하였다.[7]
- 1203년(신종 6년) : 무신 정권에 반대하는 ‘부인사(符仁寺) 승도의 난(僧徒의 亂)’이 일어났다.[8]
- 1232년(고종(高宗) 19년) : 몽골의 제2차 침입 때 경주의 황룡사 9층 목탑과 함께 초조대장경이 불타버렸다.

### 조선 시대
- 임진왜란 시기 : 다시 전소되었다.

### 일제 강점기
- 1930년대 초 : 비구니 허상득(許相得)이 원래 부인사가 있던 절터에서 서북쪽으로 약 400m를 올라와서 암자가 있던 터에 현재 부인사를 중창하였다.

### 대한민국
- 6.25 전쟁 시기 : 다시 불탔다.
- 1959년 : 부인사를 중건하였다.

## 옛 부인사터(부인사지)
원래의 부인사가 있던 절터에는 지금은 포도밭 여러 개가 들어서 있다.
부인사가 경사진 산 비탈에 있었기에 건물터마다 축대를 쌓아 땅을 평평하게 하여 건물을 지었는데, 이런 곳곳마다 포도나무가 자라고 있다.
현재 부인사에서 200m 남쪽에 당간지주가, 팔공산 순환도로 남쪽에 금당좌로 추정되는 유적이 남아 있어 원래 거대했던 규모를 추정해볼 수 있다.

## 주요 볼거리
- 대웅전 : 석가모니불상과 아미타불상, 관세음보살상을 안치하고 있다.
- 선덕묘 : 선덕여왕의 어진을 모시고 있다.

## 같이 보기
- 부인사지 - 대구광역시 기념물 제3호